# Gornje Jesenice (ruralna cjelina)
Ruralna cjelina Gornje Jesenice, ruralna cjelina unutar područja sela Gornjih Jesenica, općina Dugi Rat.

## Povijest
Gornje Jesenice su zbijeno naselje krškoga područja smješteno uz samu planinsku kosu, iznad obradivih površina, a tijekom vremena razvoj naselja je gradnjom stambeno – gospodarskih sklopova na nekoliko mjesta spustio zaseok prema jugu. Svojim položajem na padinama Mosora, iznimnoj ambijentalnoj vrijednosti, zadržanoj tradicijskoj organizaciji prostora, očuvanoj arhitekturi i upotrebi tradicijskih materijala s izuzetkom recentnih gradnji, Gornje Jesenice se valoriziraju kao skladna ruralna cjelina karakteristična za područje Primorskih Poljica.

## Zaštita
Pod oznakom Z-6714 zavedena je kao nepokretno kulturno dobro - kulturno-povijesna cjelina, pravna statusa zaštićena kulturnog dobra, klasificirano kao "kulturno-povijesna cjelina".